# Mána þáttr Íslendings

Le Mána þáttr Íslendings (« Dit de Máni l'Islandais ») ou Mána þáttr skalds (« Dit du poète Máni ») est un þáttr qui figure dans la Sverris saga (manuscrit AM 327 4°). Il évoque le scalde islandais Máni, l'un des poètes de cour du roi de Norvège Magnús Erlingsson.
Le þáttr cite d'abord une lausavísa dans laquelle le scalde réclame un vent favorable, qui lui valut une tunique comme récompense de la part du roi.  
Il revient ensuite sur la rencontre de Máni et de Magnús. À son retour de Rome, le poète se présenta au roi. Il avait alors l'apparence d'un mendiant, mais salua noblement Magnús, qui lui demanda de réciter un poème. Máni choisit l’Útfarardrápa de Halldórr skvaldri, qui évoque  le roi Sigurðr Jórsalafari, grand-père de Magnús. Le poème fut très bien accueilli. Il composa ensuite deux strophes sur les fous du roi, qui suscitèrent une grande hilarité. C'est ainsi qu'il entra dans la compagnie du roi.